# Trumbull megye
Trumbull megye az Amerikai Egyesült Államokban, azon belül Ohio államban található. Megyeszékhelye és legnagyobb városa Warren. Lakosainak száma 201 977 fő (2020. április 1.). Trumbull megye Crawford, Mercer, Ashtabula, Mahoning, Portage és Geauga megyékkel határos.

## Népesség
A megye népességének változása:
| Lakosok száma | 209 920 | 208 905 | 207 403 | 206 442 | 203 751 | 201 977 |
|               | 2010    | 2011    | 2012    | 2013    | 2015    | 2020    |